# Умаревці
Ума́ревці (болг. Умаревци) — село в Ловецькій області Болгарії. Входить до складу общини Ловеч.

## Населення
За даними перепису населення 2011 року у селі проживали 417 осіб, з них 410 осіб (99,5%) — болгари.
Розподіл населення за віком у 2011 році:
Динаміка населення: